# Festival di Cannes 1970
La 23ª edizione del Festival di Cannes si è svolta a Cannes dal 2 al 16 maggio 1970.
La giuria presieduta dallo scrittore guatemalteco Miguel Ángel Asturias, pesantemente divisa, ha assegnato il Grand Prix per il miglior film a M*A*S*H di Robert Altman, il primo film statunitense ad ottenere il massimo riconoscimento del Festival dall'edizione 1957, anche se molti giurati avrebbero preferito Fragole e sangue di Stuart Hagmann, a cui è stato assegnato invece il Premio della giuria. Oltre a questi due titoli, il Festival ha confermato la propria adesione allo spirito contestatario del periodo con l'acclamata proiezione fuori concorso di Woodstock - Tre giorni di pace, amore e musica di Michael Wadleigh.
Il palmarès ha ampiamente onorato anche il cinema italiano, con il Grand Prix Speciale della Giuria a Indagine su un cittadino al di sopra di ogni sospetto di Elio Petri e i premi per le migliori interpretazioni a Ottavia Piccolo e Marcello Mastroianni.
Oltre alle difficoltà della giuria, il Festival è stato segnato da altre controversie, quali la mancata selezione in concorso delle opere di Ken Loach, Costa-Gavras e Sydney Pollack, e la squalifica del film di Claude Sautet, in quanto già distribuito nelle sale.

## Selezione ufficiale

### Concorso
- M*A*S*H, regia di Robert Altman (USA)
- Don Segundo Sombra, regia di Manuel Antin (Argentina)
- Une si simple histoire, regia di Abdellatif Ben Ammar (Tunisia)
- ¡Vivan los novios!, regia di Luis García Berlanga (Spagna)
- Metello, regia di Mauro Bolognini (Italia)
- Leone l'ultimo (Leo the Last), regia di John Boorman (Gran Bretagna)
- I tulipani di Haarlem, regia di Franco Brusati (Italia/Francia)
- La terra (al-Ard), regia di Youssef Chahine (Egitto)
- Ovoce stromu rajských jíme, regia di Věra Chytilová (Cecoslovacchia/Belgio)
- Sciuscià nel Vietnam (Hoa-Binh), regia di Raoul Coutard (Francia)
- Élise ou la vraie vie, regia di Michel Drach (Francia/Algeria)
- I falchi (Magasiskola), regia di István Gaál (Ungheria)
- Harry Munter, regia di Kjell Grede (Svezia)
- Fragole e sangue (The Strawberry Statement), regia di Stuart Hagmann (USA)
- O Palácio dos Anjos, regia di Walter Hugo Khouri (Brasile)
- Malatesta, regia di Peter Lilienthal (Germania)
- Indagine su un parà accusato di omicidio (Le dernier saut), regia di Édouard Luntz (Italia/Francia)
- The Buttercup Chain, regia di Robert Ellis Miller (Gran Bretagna)
- Azyllo Muito Louco, regia di Nelson Pereira dos Santos (Brasile)
- Indagine su un cittadino al di sopra di ogni sospetto, regia di Elio Petri (Italia)
- Dimmi che mi ami, Junie Moon (Tell Me That You Love Me, Junie Moon), regia di Otto Preminger (USA)
- L'amante (Les choses de la vie), regia di Claude Sautet (Francia/Italia/Svizzera)
- Dramma della gelosia - Tutti i particolari in cronaca, regia di Ettore Scola (Italia/Spagna)
- Paesaggio dopo la battaglia (Krajobraz po bitwie), regia di Andrzej Wajda (Polonia)
- Ha-Timhoni, regia di Dan Wolman (Israele)

### Fuori concorso
- Voyage chez les vivants, regia di Henry Brandt (Svizzera)
- Tristana, regia di Luis Buñuel (Francia/Spagna/Italia)
- Il ballo del conte d'Orgel (Le bal du comte d'Orgel), regia di Marc Allégret (Francia)
- Il territorio degli altri (Le territoire des autres), regia di François Bel, Jacqueline Fano, Michel Fano e Gérard Vienne (Francia)
- Mictlan o la casa de los que ya no son, regia di Raúl Kamffer (Messico)
- La vergine e lo zingaro (The Virgin and the Gypsy), regia di Christopher Miles (Gran Bretagna)
- Non si uccidono così anche i cavalli? (They Shoot Horses, Don't They?), regia di Sydney Pollack (USA)
- Woodstock - Tre giorni di pace, amore e musica (Woodstock), regia di Michael Wadleigh (USA)

## Settimana internazionale della critica
- Remparts d'argile, regia di Jean-Louis Bertucelli (Francia/Algeria)
- Éloge du chiac, regia di Michel Brault (Canada)
- Warm in the Bud, regia di Rudolph Caringi (USA)
- O cerco, regia di António da Cunha Telles (Portogallo)
- Misshandlingen - L'aggressione (Misshandlingen), regia di Lars Lennart Forsberg (Svezia)
- Soleil O, regia di Med Hondo (Francia/Mauritania)
- Camarades, regia di Marin Karmitz (Francia)
- Le cornacchie (Vrane), regia di Ljubisa Kozomara e Gordan Mihic (Jugoslavia)
- Ice, regia di Robert Kramer (USA)
- Kes, regia di Ken Loach (Gran Bretagna)
- Les voitures d'eau, regia di Pierre Perrault (Canada)
- On voit bien que c'est pas toi, regia di Christian Zarifian (Francia)

## Quinzaine des Réalisateurs
- Des Christs par milliers, regia di Philippe Arthuys (Francia)
- End of the Road, regia di Aram Avakian (USA)
- Détruisez-vous, regia di Serge Bard (Francia)
- Don Giovanni, regia di Carmelo Bene (Italia)
- Un film de Silvina Boissonnas, regia di Silvina Boissonas (Francia)
- L'urlo, regia di Tinto Brass (Italia)
- Matou a Família e Foi ao Cinema, regia di Júlio Bressane (Brasile)
- Jutrzenka, regia di Jaime Camino (Spagna)
- I cannibali, regia di Liliana Cavani (Italia)
- Som natt och dag, regia di Jonas Cornell (Svezia)
- Right On!, regia di Herbert Danska (USA)
- Macunaíma, regia di Joaquim Pedro de Andrade (Brasile)
- Palaver, regia di Emile Degelin (Belgio)
- Fuori campo, regia di Peter Del Monte (Italia)
- Os gerdeiros, regia di Carlos Diegues (Brasile)
- Putney Swope, regia di Robert Downey (USA)
- À nous deux France, regia di Désiré Ecaré (Francia/Costa d'Avorio)
- Jänken, regia di Lars Lennart Forsberg (Svezia)
- La odisea del General José, regia di Jorge Fraga (Cuba)
- Valparaíso mi amor, regia di Aldo Francia (Cile)
- Wie ich ein Neger wurde, regia di Roland Gall (Germania)
- Le révélateur, regia di Philippe Garrel (Francia)
- L'escadron Volapük, regia di René Gilson (Francia)
- Vento dell'est (Le vent d'est), regia di Jean-Luc Godard, Jean-Pierre Gorin e Gerard Martin (Francia/Italia/Germania)
- Entre tu et vous, regia di Gilles Groulx (Canada)
- Ternos Caçadores, regia di Ruy Guerra (Francia/Brasile/Panama)
- Anche i nani hanno cominciato da piccoli (Auch Zwerge haben klein angefangen), regia di Werner Herzog (Germania)
- Portrait, regia di Jerome Hill (USA)
- Arthur Penn, 1922-: Themes and Variants, regia di Robert Hughes (USA)
- Una coppia sposata (A Married Couple), regia di Allan King (Canada)
- La chambre blanche, regia di Jean Pierre Lefebvre (Canada)
- Mon amie Pierrette, regia di Jean Pierre Lefebvre (Canada)
- Un succès commercial, regia di Jean Pierre Lefebvre (Canada)
- Troupe d'élite, Fleur de Marie, regia di Oimel Mai (Germania)
- Cowards, regia di Simon Nuchtern (USA)
- Lišice, regia di Krsto Papić (Jugoslavia)
- La ricostituzione, regia di Lucian Pintilie (Romania)
- La battaglia di Thala (L'opium et le baton), regia di Ahmed Rachedi (Algeria)
- La hora de los niños, regia di Arturo Ripstein (Messico)
- Paradise Now, regia di Sheldon Rochlin (USA)
- School Play, regia di Charles Rydell (USA)
- Eika Katappa, regia di Werner Schroeter (Germania)
- Bhuvan Shome, regia di Mrinal Sen (India)
- Sabbie mobili (Ruchome piaski), regia di Władysław Ślesicki (Polonia)
- Molo, regia di Wojciech Solarz (Polonia)
- Caliche sangriento, regia di Helvio Soto (Cile)
- James ou pas, regia di Michel Soutter (Svizzera)
- Giv gud en chance om søndagen, regia di Henrik Stangerup (Danimarca)
- Les yeux ne veulent pas en tout temps se fermer, ou Peut-être qu'un jour Rome se permettra de choisir à son tour, regia di Jean-Marie Straub e Danièle Huillet (Germania/Italia)
- L'étrangleur, regia di Paul Vecchiali (Francia)
- L'araignée d'eau, regia di Jean-Daniel Verhaeghe (Francia)
- Pulsación, regia di Carlos Páez Vilaró (Uruguay)
- Reason Over Passion, regia di Joyce Wieland (Canada)
- La struttura di cristallo (Struktura krysztalu), regia di Krzysztof Zanussi (Polonia)

## Giuria
- Miguel Ángel Asturias, scrittore (Guatemala) - presidente
- Guglielmo Biraghi, critico cinematografico (Italia)
- Kirk Douglas, attore (USA)
- Christine Gouze-Rénal, produttrice (Francia)
- Vojtěch Jasný, regista (Cecoslovacchia)
- Félicien Marceau, scrittore (Francia)
- Serguei Obraztsov, regista (Unione Sovietica)
- Karel Reisz, regista (Gran Bretagna)
- Volker Schlöndorff, regista (Germania)

## Palmarès
- Grand Prix: M*A*S*H, regia di Robert Altman (USA)
- Grand Prix Speciale della Giuria: Indagine su un cittadino al di sopra di ogni sospetto, regia di Elio Petri (Italia)
- Premio della giuria: I falchi (Magasiskola), regia di István Gaál (Ungheria) ex aequo Fragole e sangue (The Strawberry Statement), regia di Stuart Hagmann (USA)
- Prix d'interprétation féminine: Ottavia Piccolo - Metello, regia di Mauro Bolognini (Italia)
- Prix d'interprétation masculine: Marcello Mastroianni - Dramma della gelosia - Tutti i particolari in cronaca, regia di Ettore Scola (Italia/Spagna)
- Prix de la mise en scène: John Boorman - Leone l'ultimo (Leo the Last), regia di John Boorman (Gran Bretagna)
- Premio per la migliore opera prima: Sciuscià nel Vietnam (Hoa-Binh), regia di Raoul Coutard (Francia)
- Premio FIPRESCI: Indagine su un cittadino al di sopra di ogni sospetto, regia di Elio Petri (Italia)